# Шіон Такеучі
Шіон Такеучі (англ. Schion Takeuchi; нар. 5 вересня 1988, Нортборо) - американська телевізійна сценаристка, аніматорка, художниця розкадрування, шоуранерка та продюсерка. Авторка ідеї мультиплікаційного телесеріалу "Корпорація змов", а також сценаристка та продюсерка шоу "Таємниці Ґравіті Фолз", "Розчарування", "Звичайне шоу" та інші. Вона двічі була номінована на премію Енні у 2016 та 2017 роках за свою роботу над Таємниці Гравіті Фолз

## Біографія
Народилась 5 вересня 1988 року у пригороді Бостона, Массачусетс. ЇЇ батьки за професіями були виконавчий директор технологічної компанії та колишній перекладач. Вона навчалась у Каліфорнійському інституті мистецтв, який закінчила у 2010 році зі ступеню бакалавра в анімації. Її дипломною роботою була стрічка "When the Time is Ripe", історія про єврейський персик. Такеучі була інтерном під час створення першого сезону анімаційного фільму "Час Пригод". Потім вона приєдналась до команди "Звичайне шоу", де працювала художником розкадровки. Згодом її найняли на роботу в Pixar, до департаменту сценаристів. Там вона була залучена у продюерську робота над проектами "Університет монстрів"(2013) та "Думками навиворіт"(2015). Вона залишила Pixar, задля того аби працювати сценаристом у Таємниці Гравіті Фолз, анімаціного серіалу виробництва Disney. Вона працювала над серіалом аж до його завершення у 2016 році. Потім Такеучі приєдналась до Netflix та брала участь у розробці серіалів Розчарування та Загублені в країні Оз. Компанія підписала з нею багаторічну та багатопроектну угоду у 2018 році. 

### Корпорація Змов
Її основною роботою та проривом став дорослий анімаційний серіал Корпорація Змов. Прем'єра шоу відбулась 22 жовтня 2021 року. Шоу стало п'ятим за популярністю проектом Netflix у США та восьмим у світі у перший тиждень показу.